# Imilchil
Imilchil (árabe إملشيل, bereber ⵉⵎⵉⵍⵛⵉⵍ) es una comuna rural de la provincia de Midelt de la región de Drâa-Tafilalet. Según el censo de 2014 tenía una población total de 8.870 personas. Se encuentra a una altitud de 2.119 metros en el valle de Assif Melloul ("río blanco"). En la comarca de Imilchil vive la tribu Ait Hdiddou, que pertenece a la confederación tribal de los Ait Yafelman, y sus habitantes hablan tamazight del Marruecos Central. Algunos lugares para visitar en la zona son las cuevas de Akhiam, las cascadas de Agouni, las gargantas del Ziz y el valle y los ksars del entorno.

## Clima
Debido a su altitud, Imilchil tiene un clima continental húmedo severo, según la clasificación climática de Köppen. Los veranos son calurosos y bastante secos, con días cálidos y noches frescas, mientras que los inviernos son fríos y nevados con condiciones bajo cero, especialmente por la noche.

## Festival de matrimonio
El pueblo de Imilchil representa un símbolo de la cultura de los bereberes, conocido por su festival, el Souk Aam o Agdoud Oulmghenni (Festival de los desposamientos). La leyenda cuenta que dos jóvenes de diferentes tribus se enamoraron, pero las familias les prohibieron verse. El dolor los llevó a llorar hasta la muerte, creando los lagos vecinos de Isli (él) y Tislit (ella), cerca de Imilchil. Las familias decidieron establecer un día como aniversario de la muerte de los amantes, cuando los miembros de las tribus locales podían casarse entre sí. Así nació el Festival de Matrimonio de Imilchil, declarado Patrimonio Inmaterial de la Humanidad por la UNESCO.
En realidad, el municipio está formado por varios pequeños pueblos dispersos. Cuando un joven necesita encontrar pareja, no puede simplemente ir a buscarla, debido a las normas sociales conservadoras. Así, el festival permite a los padres mostrar a sus hijas y encontrarles maridos. Cuando una mujer acepta la propuesta de matrimonio de un hombre, dice: "has capturado mi hígado" (tq massa n uchemt). Hasta 40 parejas toman sus votos el mismo día. El festival está lleno de música, bailes y fiestas, y las gentes llevan coloridas vestimentas. Las celebraciones atraen a muchos turistas a la zona y, aunque contribuyen a la economía local, se teme que los rituales puedan verse afectados por los extranjeros.